# Hospital Clínico Regional Guillermo Grant Benavente
El Hospital Clínico Regional de Concepción Dr. Guillermo Grant Benavente, o simplemente Hospital Regional de Concepción, es un centro de atención ambulatoria de Chile ubicado en la ciudad de Concepción. Atiende a las operaciones más riesgosas de la Región del Biobío y a los pacientes derivados de los centros de salud de menor complejidad a nivel local.
Su nombre completo se debe a uno de los más prestigiosos médicos de la ciudad, quien también fue el director del hospital durante varios años.[cita requerida]

## Historia
Desde la fundación de la ciudad de Concepción como tal en 1550, se vio la posibilidad de albergar recintos hospitalarios. Sin embargo, diversos edificios construidos con este fin fueron destruidos entre 1570 y 1835, producto de reveltas indígenas y violentos terremotos. A todos estos recintos hospitalarios se les conoció como Hospital San Juan de Dios u Hospital de la Misericordia.
El último de los centros asistenciales precursores del actual Hospital Regional fue devastado por el terremoto de 1939. Para hacer frente al desastre, la Universidad de Concepción donó dos de sus edificios, en los que funcionaban las facultades de Leyes y Educación, para la construcción de un establecimiento sanitario de emergencia, mientras se reconstruía el ya existente. El nuevo establecimiento se comenzó a construir en julio de 1940, y se abrió al servicio público en marzo de 1943, siendo inaugurado oficialmente el 27 de mayo de 1945, con el nombre de «Hospital Clínico Regional de Concepción». Unos años más tarde, la Ley 17.222, con fecha 28 de octubre de 1969, modificó el nombre del hospital, por el de «Hospital Clínico Regional de Concepción Dr. Guillermo Grant Benavente».
Para hacer frente al abrupto aumento demográfico de los años siguientes, en 1987 se construyó un edificio contiguo, denominado «Torre de servicios de urgencia». En marzo de 1989, se agregó además el Servicio de Psiquiatría. Dos décadas más tarde, en 2010 se inauguró un nuevo Centro de Atención Ambulatoria, que contiene al Consultorio Adosado de Especialidades.

## Arquitectura y servicios
El hospital fue construido inicialmente en 20 mil metros cuadrados de superficie, con cinco pisos y un subterráneo. Fue originalmente pensado para albergar 600 camas de hospitalización, además de un pequeño policlínico. La Torre de servicios de urgencia, contigua al primer edificio y construida cuarenta y cuatro años más tarde, se construyó con seis pisos y un subterráneo, totalizando una superficie de 11 mil metros cuadrados.
Por su parte, el nuevo Centro de Atención Ambulatoria corresponde a un edificio de 6 pisos que abarca 18 mil metros cuadrados de superficie. Su Consultorio Adosado de Especialidades atiende 25 especialidades médicas y cuenta con pabellones de Cirugía Mayor Ambulatoria.
En junio de 2018, el hospital incorporó un sistema de autoconsumo fotovoltaico con 400 paneles solares en el techo de las dependencias, con el fin de seguir las políticas de eficiencia energética y que el hospital pueda autoalimentarse parcialmente con electricidad en casos de emergencia, contribuyendo así a la generación de energías renovables en Chile.